# قلعه بوصبع
قلعه بوصبع (به عربی: قلعة بوصبع) یک شهرداری در الجزایر است که در استان قالمه واقع شده‌است.